# Пеннсайд (Пенсільванія)
Пеннсайд (англ. Pennside) — переписна місцевість (CDP) в США, в окрузі Беркс штату Пенсільванія. Населення — 5190 осіб (2020).

## Географія
Пеннсайд розташований за координатами 40°20′21″ пн. ш. 75°52′40″ зх. д. / 40.33917° пн. ш. 75.87778° зх. д. (40.339184, -75.877687).  За даними Бюро перепису населення США в 2010 році переписна місцевість мала площу 2,41 км², з яких 2,38 км² — суходіл та 0,03 км² — водойми.

## Демографія
Згідно з переписом 2010 року, у переписній місцевості мешкало 4215 осіб у 1759 домогосподарствах у складі 1174 родин. Густота населення становила 1751 особа/км².  Було 1875 помешкань (779/км²).
Расовий склад населення:
| - 91,7 % — білих - 2,7 % — чорних або афроамериканців - 0,5 % — азіатів - 0,2 % — корінних американців - 3,4 % — осіб інших рас |

До двох чи більше рас належало 1,5 %. Частка іспаномовних становила 8,5 % від усіх жителів.
За віковим діапазоном населення розподілялося таким чином: 21,3 % — особи молодші 18 років, 61,2 % — особи у віці 18—64 років, 17,5 % — особи у віці 65 років та старші. Медіана віку мешканця становила 41,1 року. На 100 осіб жіночої статі у переписній місцевості припадало 92,6 чоловіків;  на 100 жінок у віці від 18 років та старших — 90,0 чоловіків також старших 18 років.
Середній дохід на одне домашнє господарство  становив 64 477 доларів США (медіана — 48 611), а середній дохід на одну сім'ю — 72 205 доларів (медіана — 58 611). Медіана доходів становила 53 468 доларів для чоловіків та 36 711 долар для жінок. За межею бідності перебувало 17,3 % осіб, у тому числі 30,6 % дітей у віці до 18 років та 2,3 % осіб у віці 65 років та старших.
Цивільне працевлаштоване населення становило 1990 осіб. Основні галузі зайнятості: освіта, охорона здоров'я та соціальна допомога — 21,1 %, роздрібна торгівля — 20,1 %, виробництво — 16,5 %.